# Disproportion fœto-pelvienne

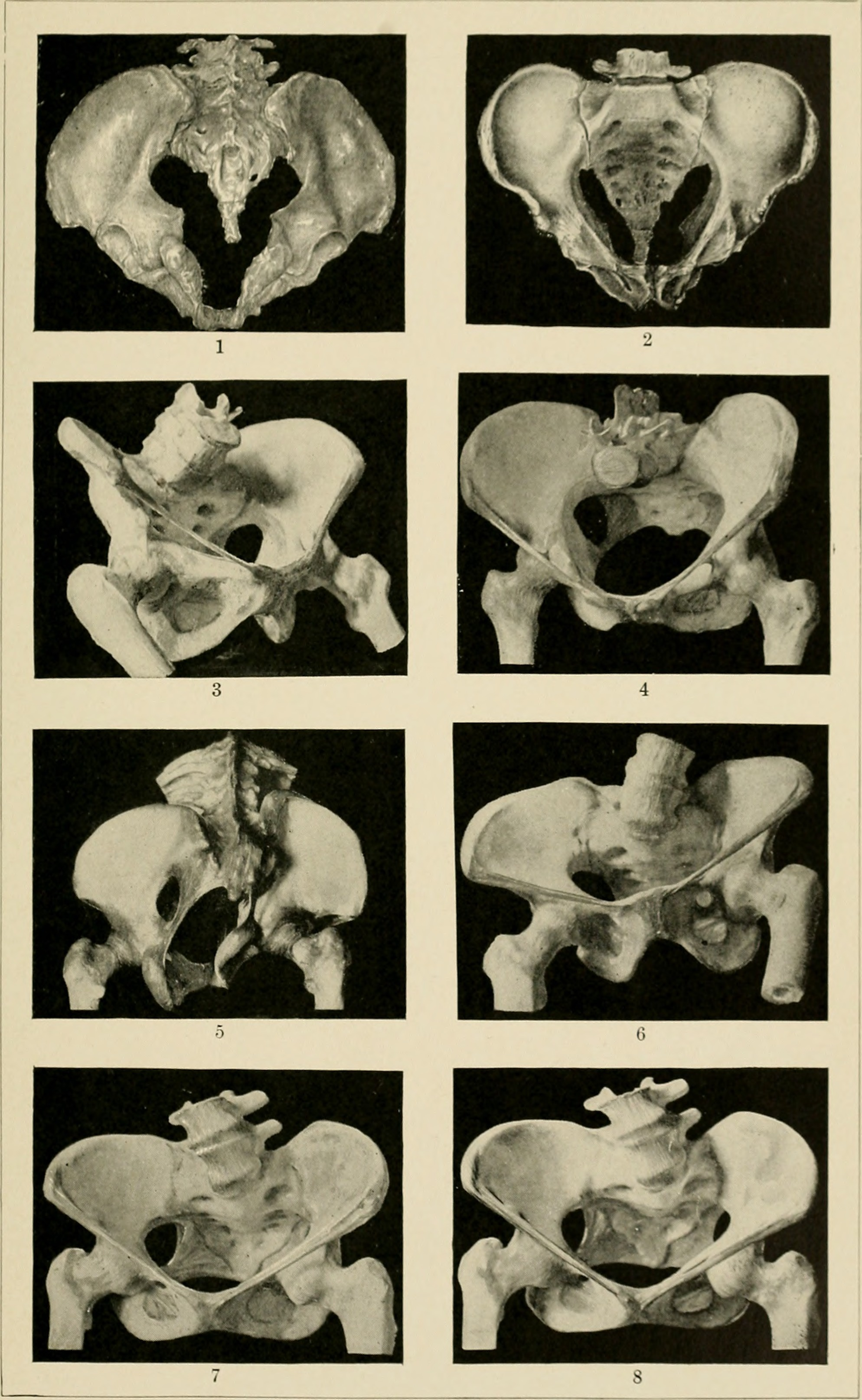
Anomalies pelviennes pouvant empêcher le passage du fœtus.

La disproportion fœto-pelvienne est une anomalie compliquant le travail obstétrical. Cette dystocie correspond à une incompatibilité entre les dimensions du fœtus, plus précisément entre les diamètres céphaliques et les dimensions du bassin osseux maternel, explorées par la radiopelvimétrie,. Celle-ci peut survenir chez différentes espèces. Elle se résout, chez l'humain, par la réalisation d'une césarienne avant le travail (prévention) ou pendant le travail.

## Origine de la dystocie
L'évolution anthropologique du bassin osseux expliquerait en partie la présence de disproportion fœto-pelvienne au sein de l'espèce humaine. La bipédie, survenue il y a environ 7 millions d'années, serait à l'origine d'un rétrécissement transversal du bassin,. De même, le phénomène d'encéphalisation, c'est-à-dire d'accroissement du cerveau, apparaît progressivement dans l'histoire évolutive de nôtre lignée : les nouveau-nés ont progressivement une tête plus volumineuse. Ces deux phénomènes sont à l'origine de l'apparition de la mécanique obstétricale, et possiblement, de la disproportion fœto-pelvienne. Certains auteurs, cependant, amenuisent le rôle porté par l'encéphalisation dans la survenue de l'accouchement de type humain. La disproportion fœto-pelvienne est également un argument présenté par Martin Hausler et Peter Schmid, pour affirmer l'hypothèse que le bassin de Lucy est un bassin masculin. Selon ces auteurs, l'incompatibilité de parturition de ce bassin avec des dimensions fœtales hypothétiques, laisse supposer que ce bassin est masculin. À l'inverse, Tague et Lovejoy contredisent cette théorie en affirmant que ce bassin, compatible avec la parturition d'un petit Australopithecus afarensis, est bien féminin

## Signes cliniques
La disproportion fœto-pelvienne se traduit dans un premier temps par un arrêt de la progression de la dilatation. Elle nécessite toutefois une bonne activité utérine pour ne pas la confondre avec une stagnation de la dilatation due à une hypocinésie utérine,. Certains supposent également que la position de la présentation interfère dans le diagnostic de disproportion. D'autres suggèrent que la dilatation doit être suffisamment avancée pour poser ce diagnostic.

## Score de prédiction de la disproportion fœto-pelvienne
De nombreux scores ont été élaborés pour prédire la survenue de la disproportion fœto-pelvienne. Certains utilisent les dimensions céphaliques et celles du détroit supérieur du bassin. D'autres prennent en compte les deux premiers détroits du bassin et diverses biométries fœtales. Enfin, certains comme Colcher et Sussman ou Borell et Fernstrom proposent des indices uniquement basés sur les diamètres du bassin.